# Somatolita
Somatolita is een kevergeslacht uit de familie van de boktorren (Cerambycidae). De wetenschappelijke naam van het geslacht werd voor het eerst geldig gepubliceerd in 1915 door Aurivillius.

## Soorten
Somatolita is monotypisch en omvat slechts de volgende soort:
- Somatolita neavei Aurivillius, 1915